# Бредвел (Саскачеван)
Бредвел (англ. Bradwell) — село в канадській провінції Саскачеван, приблизно за 36 км на пд.-сх. від міста Саскатун.

## Населення

### Чисельність
| 2001 | 2006 | 2011 | 2016 |
| ---- | ---- | ---- | ---- |
| 156  | 182  | 230  | 166  |